# Brian Burridge
Brian Burridge es un militar y empresario británico (1949, Maidstone, Reino Unido), ex comandante en jefe de la Royal Air Force y comandante de las tropas británicas durante la invasión de Irak de 2003.

## Carrera militar
Sir Brian Burridge pasó 39 años como piloto en la Royal Air Force. Se ha desempeñado un comando de primera línea en todos los niveles en el servicio y pasó varios años en el Ministerio de Defensa en los puestos políticos, entre ellos casi tres años como oficial principal del Jefe del Estado Mayor de Defensa. Estuvo al mando de un contingente de 43.000 soldados británicos en la Invasión de Irak en 2003. Sir Brian se retiró de la Royal Air Force en enero de 2006 con el rango de Comandante en Jefe y se convirtió en el vicepresidente de Marketing Estratégico de Leonardo-Finmeccanica (Reino Unido) en abril de 2006. En su tiempo libre, es piloto voluntario de la Reserva de la Royal Air Force que vuela en aviones de entrenamiento.

## Biografía empresarial y profesional
Burridge tiene una licenciatura en física, un MBA de la Open University Business School, donde imparte un doctorado honoris causa, y anteriormente fue miembro de Defensa del King College de Londres, trabajando en el control civil de las fuerzas armadas en las democracias emergentes. Es miembro de los consejos de la Asociación de Fabricantes de Defensa y de la Royal Aeronautical Society, Sir Brian preside el Consejo de la Liga del Aire y del Consejo Asesor de la Escuela de la Universidad de Exeter de Negocios y Economía, que incluye el Centro de Estudios de Liderazgo. También está en la Junta de Asesores de la Escuela de la Universidad de Southampton de la Administración.